# Pont de la Machine
Le pont de la Machine est un pont piéton sur le Rhône situé à Genève (Suisse). Construit à l'emplacement où le fleuve se reforme en sortant du lac Léman, il constitue le plus ancien des ouvrages genevois sur le Rhône en milieu urbain. Sa structure actuelle ayant été construite en 1884-1887, il est aussi le plus ancien ouvrage d’art de la Ville de Genève.

## Localisation
Le pont de la Machine est, après le pont du Mont-Blanc et le pont des Bergues, le troisième pont le plus en amont du Rhône après sa sortie du lac Léman. Ce pont, interdit à la circulation automobile, permet de rejoindre un bâtiment industriel originellement utilisé comme usine de pompage de l'eau du Rhône (1843-1886).

## Histoire
C'est en 1709 que la première machine hydraulique, qui donnera son nom au futur pont, est construite à l'entrée du bras gauche du Rhône par Joseph Abeille pour pomper l'eau du fleuve pour les fontaines de la ville. Elle nécessite la construction d'une digue constituée d'un enrochement surmonté de pieux contre lesquels sont posées des planches ; celle-ci est doublée vers 1770 par une digue de même type à l'entrée du bras droit. En 1841, une nouvelle machine hydraulique est conçue par Jean-Marie Cordier ; construite à peu près au centre du lit du Rhône, elle remplace l'ancienne installation et reste accessible par une passerelle en bois la reliant à l'île voisine. Le barrage reconstruit est complété par une passerelle piétonnière traversant la totalité du lit du fleuve et mise en service en 1844. La machine devenue propriété de la ville de Genève subit une importante transformation en 1886, pour devenir la première centrale électrique de Genève destinée à fournir de l'électricité, notamment pour l'éclairage urbain. D’une puissance d’environ 700 kW. La production électrique dure jusque vers 1898,.

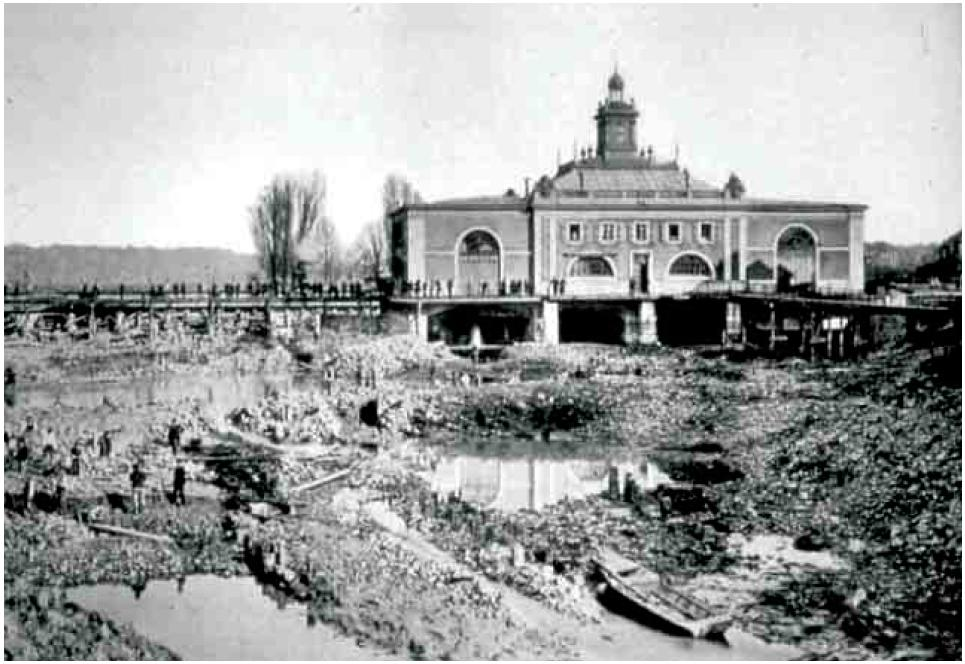
Assèchement du Rhône en 1887.

La division du Rhône en deux canaux étanches (canal d'alimentation sur le bras gauche et canal de régulation sur le bras droit) conduit à la reconstruction, respectivement en 1884 et 1887, des secteurs sud et nord du pont. Celui-ci est dès lors en fer puddlé surmonté d'un platelage en bois, lui-même recouvert d'asphalte. Ce changement de construction permet au pont de résister à une double poussée — horizontale exercée par l'eau du lac et verticale créée par le tablier — et de soutenir un nouveau barrage divisé en 39 rideaux de mélèze, déroulés comme des persiennes et produisant une retenue maximale de 3,30 m de haut. Étant le seul à ne pas avoir été reconstruit, ce pont de 1884-1887 constitue le plus ancien ouvrage d’art de la ville de Genève.
Cette retenue créée par le barrage de la Machine, conjuguée à d'autres éléments freinant l'écoulement du Rhône dans ce secteur, a provoqué un rehaussement progressif du niveau du Léman. Cette évolution, entraînant de nombreux dégâts dans les régions limitrophes, a conduit à un conflit opposant durant près d'un siècle les cantons de Vaud et de Genève. L'affaire a même été portée devant le Tribunal fédéral (1877-1884), jusqu'à la signature d'une convention internationale, qui règle définitivement ce litige en 1884.
Le pont de la Machine fait l'objet de divers travaux d'entretien menés à partir des années 1940. En 1995, le barrage passé en 1931 aux mains des Services industriels de Genève (SIG), est démonté car c'est désormais le barrage du Seujet qui assure ce rôle de régulation,. Le bâtiment est entièrement transformé en une surface commerciale ainsi qu'une arcade d'information de la ville de Genève et un espace d'exposition des SIG, « Quartier Libre »,,.
En 2007, des travaux de réfection complète du pont sont lancés ; ils visent aussi à aménager des rampes d'accès ainsi qu'une plateforme sur l'eau (avec la possibilité d'y installer un futur débarcadère pour les Mouettes genevoises). La fin de l'ensemble des travaux, dont la réalisation de la plateforme, a lieu en octobre 2009. La réfection du pont a été réalisée en respectant l'aspect original de l'ouvrage, en particulier l'assemblage de la structure au moyen de rivets à chaud posés manuellement, un procédé quasiment disparu.
Durant les étés 2014 et 2015, à l’occasion du bicentenaire de l’entrée de Genève dans la Confédération Suisse, une plateforme temporaire de 900 m2 accueille une piscine. « L’Amarrage – bains lacustres sur le Rhône » est un des projets choisis à la suite de l’appel lancé par l'association GE200.CH, réalisé par le bureau d’architectes TJCA. Le bassin a une forme de croix suisse, au centre d'une plateforme de 30 m x 30 m composée de près de 3 000 cubes flottants. Les bassins sont profonds de 40, 110 et 130 cm. L’eau provient du Rhône, elle est filtrée puis chauffée par les rejets thermiques de la climatisation du Four Seasons Hôtel des Bergues,.

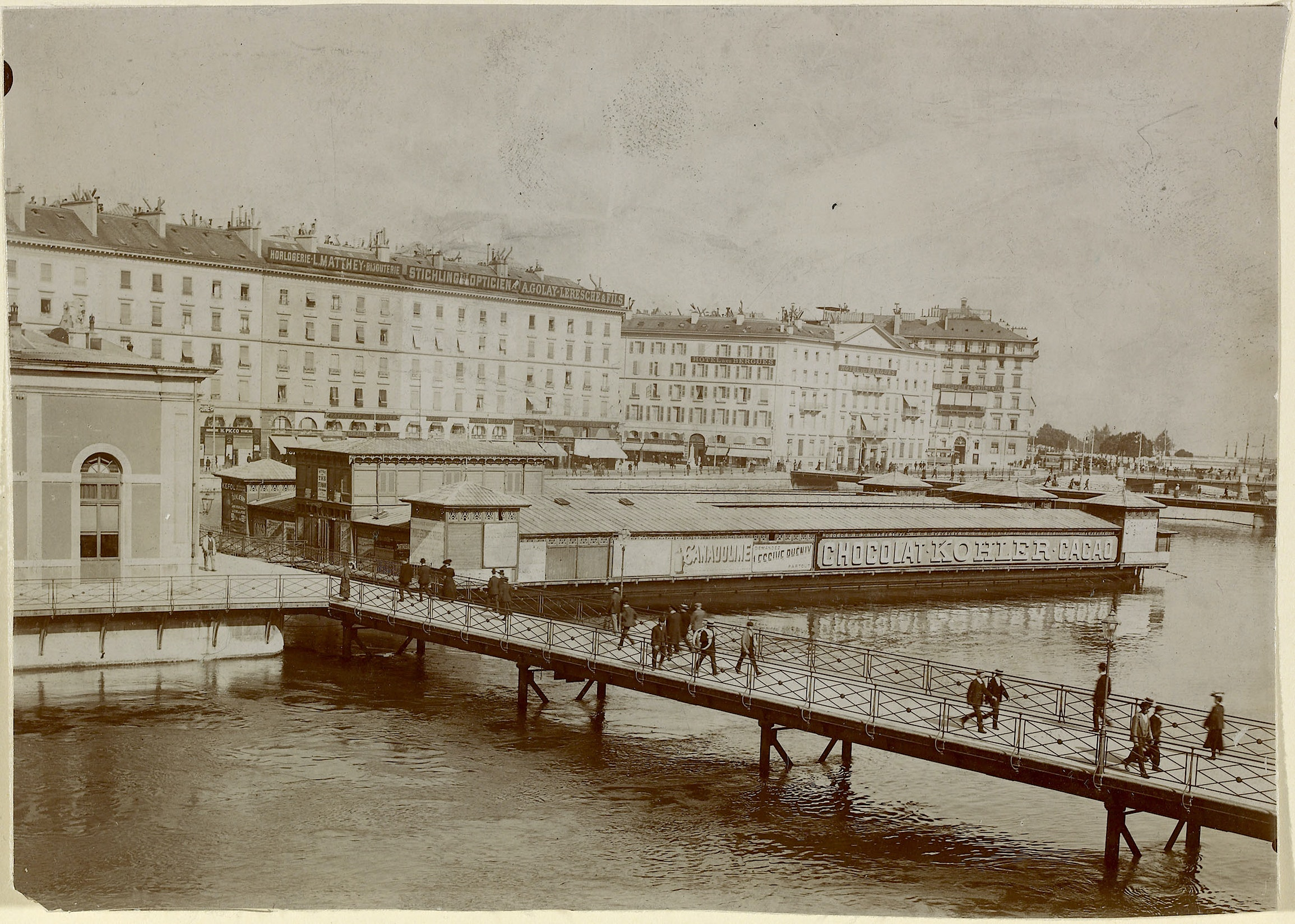
Bains du Rhône, vers 1900.
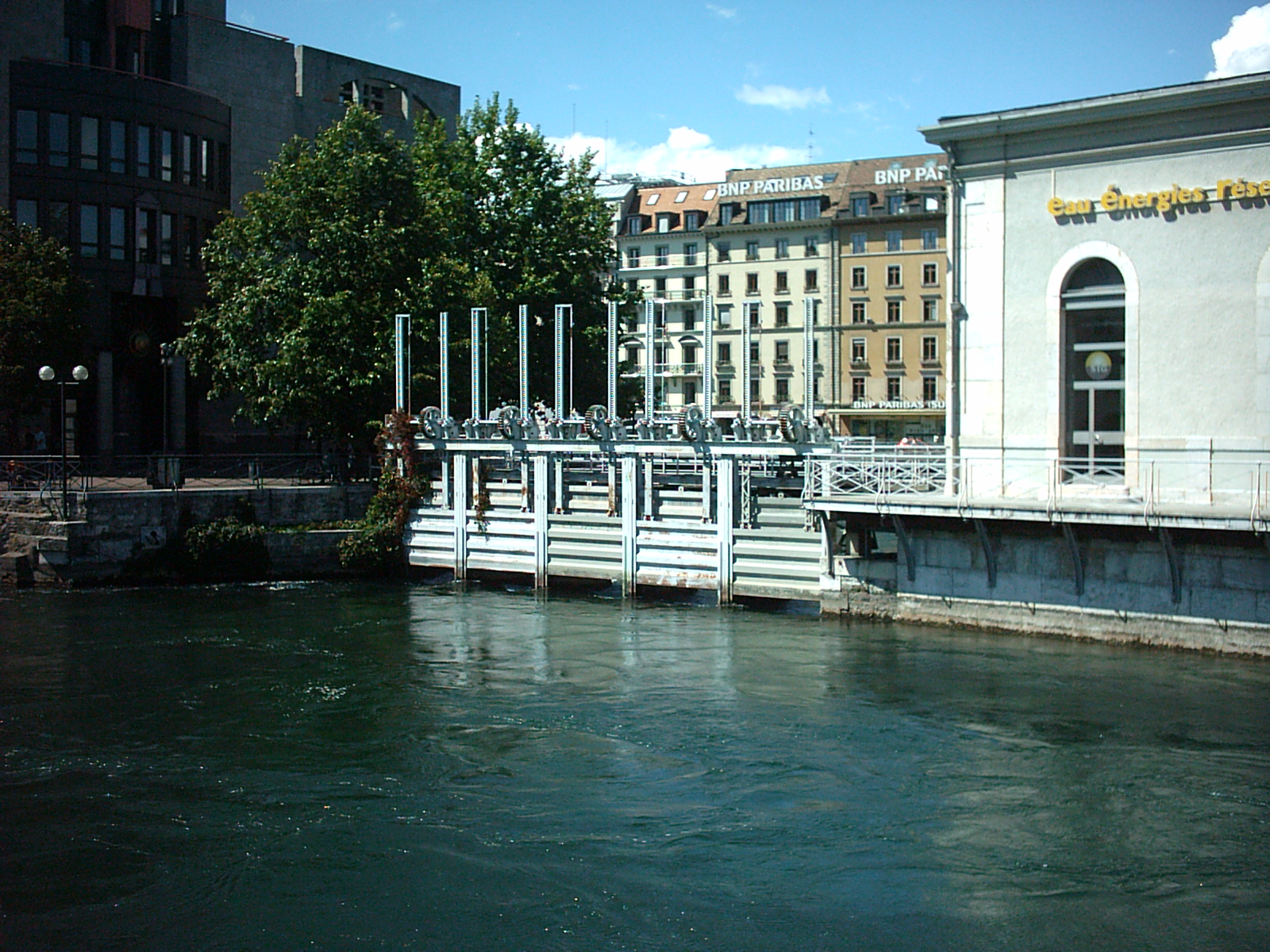
Rideaux entre les deux bras du Rhône.
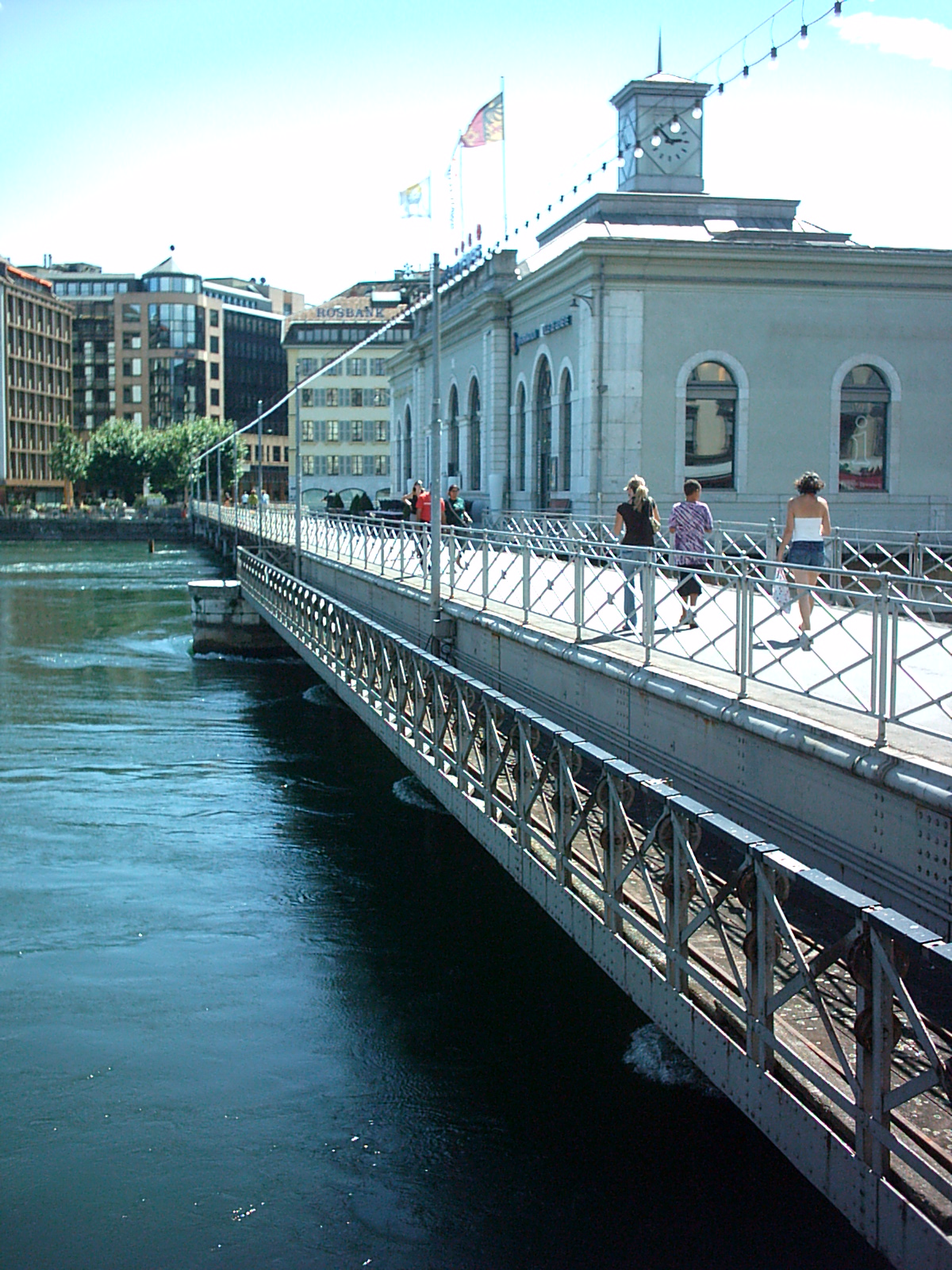
Passerelle de service de l'ancien barrage, avant rénovation.
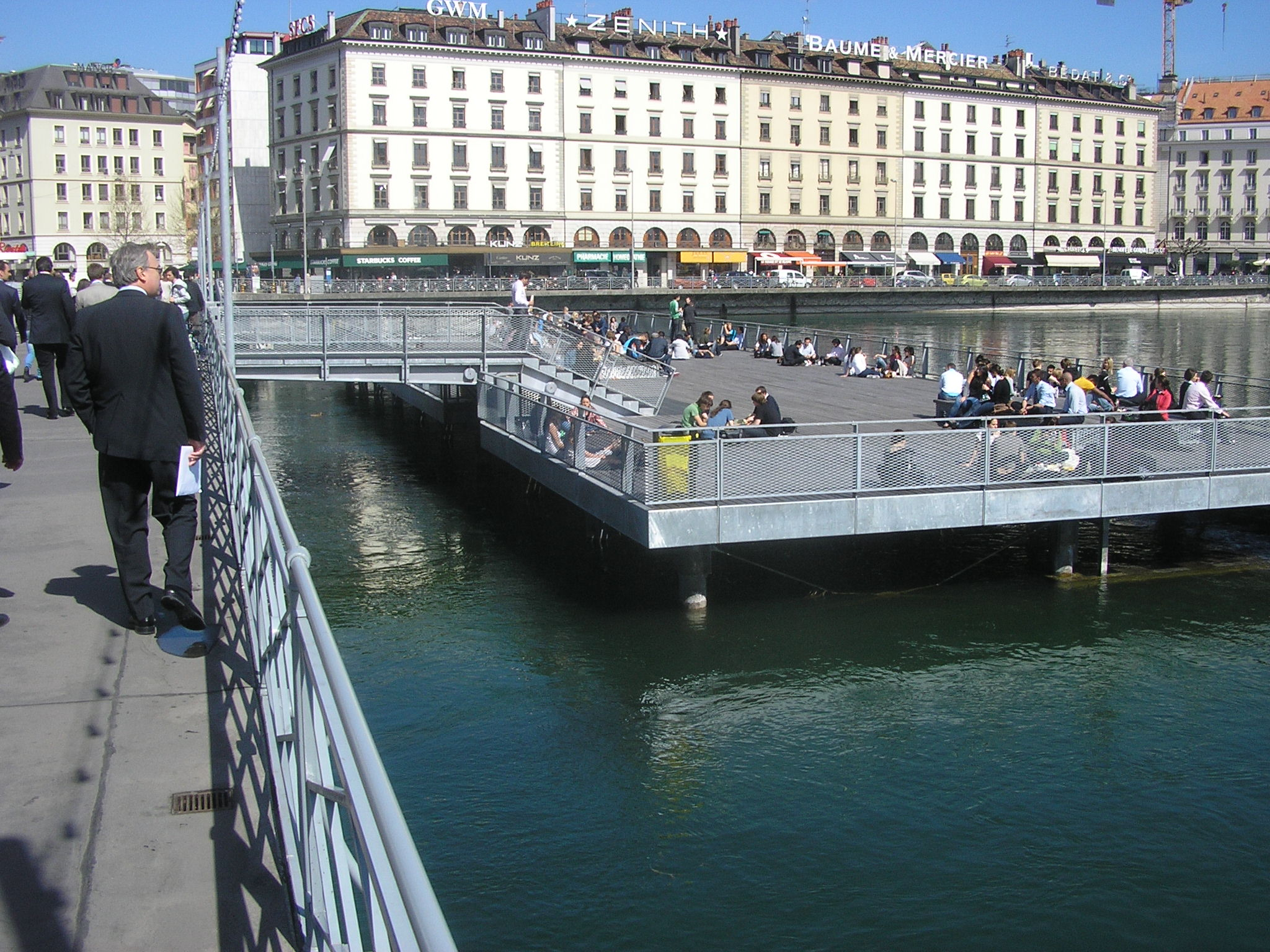
Vue de la nouvelle plateforme en 2011.

## Données techniques
Le tablier métallique du pont s'appuie sur quatre palées sur la rive gauche et trois sur la rive droite.